# Großstadtnacht (1932)
Großstadtnacht ist die deutschsprachige Version eines französischen Films aus dem Jahre 1932 von Fedor Ozep. Der Leinwandstar Dolly Haas spielte die weibliche Hauptrolle, ihre gleichaltrige und damals komplett unbekannte Kollegin Inge Meysel gab hier mit einem nur sekundenkurzen Auftritt als Schülerin in einem Mädchenpensionat ihren Einstand vor der Kamera.

## Handlung
Die junge französische Pensionatsschülerin Madeleine Duchanel will unbedingt zum Theater und reißt daher aus der wohlbehüteten Umgebung ihrer Lehranstalt aus. In Paris erhofft sie, Karriere zu machen, doch sie landet in ihrer Naivität erst einmal auf der Straße. Ein freundlicher Zeitungsverkäufer rät Madeleine, es doch erst einmal bei einem Künstleragenten zu versuchen. Gesagt – getan, aber der alte Theateragent zeigt kein Interesse an der unerfahrenen Debütantin, da man, so sein Credo, entweder viel Geld für den nötigen Werberummel oder doch zumindest eine Sensation, noch besser: einen Skandal, benötige, um berühmt zu werden. Mit beidem aber kann Madeleine nicht dienen. Doch die junge Frau gibt deshalb noch lange nicht auf. Madeleine entschließt sich daher, sich „entdecken“ zu lassen und begibt sich auf die Künstlermeile Montparnasse. Dort hofft sie, auf einen bereits arrivierten Kollegen zu treffen, der ihr irgendwie weiterhelfen wird.
In einem Café, angeblich ein Prominententreff, behauptet der Kellner, der sich einen Spaß mit Madeleine machen will, dass der gleichfalls anwesende François ein prominenter Künstler, und zwar der bekannte Sänger Armand Tonnère, sei. François ist in Wahrheit jedoch lediglich ein kleiner, bedeutungsloser Statist. Der spielt diese Charade mit, zumal ihm die ahnungslose Madeleine gut gefällt. Er lädt das naive Unschuldslamm kurzerhand in seine Wohnung ein, woraufhin es gleich zu einer unangenehmen Begegnung kommt: François hat nämlich bereits eine Freundin, und diese Juliette ist ausgesprochen eifersüchtig. Von der Situation überfordert, stürzt Madeleine aus der kleinen Wohnung in die Pariser Großstadtnacht. Juliette wirft kurzerhand Madeleines Koffer aus dem Fenster, und das Gepäck landet schließlich in der Seine. In der Zwischenzeit hat der wahre Monsieur Tonnère davon erfahren, dass Madeleine ihn suche und kennen lernen möchte.
Madeleine gerät nun in ein Abenteuer nach dem anderen. Urplötzlich wird sie in eine Juwelenraub verwickelt. Die Verbrecher haben laute Rufe gehört und glauben, dass es sich dabei um Warnschreie handeln müsse, da die Polizei im Anmarsch sei. Einer von ihnen mutmaßt, dass Madeleine sie gewarnt hätte und schenkt dem nunmehr obdach- und kofferlosen Mädchen eine im Bruch erbeutete Brosche. Wenigstens, so glaubt die naive Schauspielaspirantin, könne sie mit diesem Schmuckstück für die nächste Zeit ihre Unterkunft finanzieren. Ihr neues Zuhause wird jedoch zugleich von der Unterwelt gern und ausgiebig frequentiert. Nun kommen die Dinge erst richtig in Gang: Monsieur Tonnère wird verdächtigt, hinter dem Juwelenraub zu stehen, und die Zeitungen berichten, da man ihren Koffer aus der Seine gefischt hat, sogar von einem Selbstmord Madeleines! Damit hat die Nachwuchsmimin endlich ihre Sensation, und prompt wird das Mädchen für die Hauptrolle in einer Revue verpflichtet.

## Produktionsnotizen
Großstadtnacht wurde ab Januar 1932 in den französischen Pathé-Natan-Filmstudios von Joinville gedreht. Die Welturaufführung fand am 21. Dezember 1932 im Wiener Capitol-Kino statt. Hier lief der Streifen noch unter dem Titel Großstadtnächte. Die deutsche Premiere war am 26. Januar 1933 im Atrium in Berlin.
Eugen Tuscherer war Produktionsleiter. Die Filmbauten schufen Andrej Andrejew und Lucien Aguettand, assistiert von Max Douy.
Folgende Musiktitel wurden gespielt:
- Chanson der Madeleine
- Großpapa liebte mich
- Sterne strahlen auf Paris
- Wenn er so hopste
- Marsch und Chor der Zeitungsverkäufer

Die deutschen Texte stammen von Walter Mehring.
Die französische Fassung dieser Produktion hieß Mirages de Paris und besaß komplett andere Darsteller. Dieser Film lief in Paris am 13. Januar 1933 an.

## Kritiken
Die Österreichische Film-Zeitung schrieb: „Feder Ozep hat mit diesem Film ein interessantes Werk geschaffen. Man spürt die Hand  eines Regisseurs, der mehr ist als ein geschickter Routinier und der filmischen Gestaltung neue Wege weist“.